# Plitvički Vrh
Plitvički Vrh – wieś w Słowenii, w gminie Gornja Radgona. W 2018 roku liczyła 158 mieszkańców.